# Herpyza
Herpyza es un género monotípico de plantas con flores  perteneciente a la familia Fabaceae. Su única especie: Herpyza grandiflora (Griseb.) C.Wright, es originaria de Cuba.

## Sinonimia
- Teramnus grandiflorus Griseb. basónimo[1]